# Pero verda
Pero verda là một loài bướm đêm trong họ Geometridae.